# Kononov
Kononov je priimek več oseb:
- Ivan Vasiljevič Kononov, sovjetski general
- Mihail Ivanovič Kononov, sovjetski igralec
- Vasilij Makarovič Kononov, sovjetski partizan